# Drežnica (Serbia)
Drežnica (cyr. Дрежница) – wieś w Serbii, w okręgu pczyńskim, w gminie Bujanovac. W 2002 roku liczyła 86 mieszkańców.